# سلول مرکل
سلول‌های مرکل یا سلول‌های مرکل-رانویر سلول‌های گیرندهٔ بیضی شکلی هستند که در پوست مهره داران یافت می‌شوند و با وابران‌های جسمی حسی تماس سیناپسی دارند. این سلول‌ها در ارتباط با تمایز شکل‌ها و بافت‌ها طی تماس آرام هستند. این سلول‌ها می‌توانند بدخیم گردنند و تومورهای سلولی به نام کارسینومای سلول مرکل را به وجود بیاورند..
گزارش شده که این سلول‌ها از سلول‌های ستیغ عصبی منشاٌ می‌گیرند ، اگرچه، آزمایش‌های جدیدتر در پستانداران نشان داده که در واقع این سلول‌ها منشاٌ اپی تلیال دارند.

## موقعیت

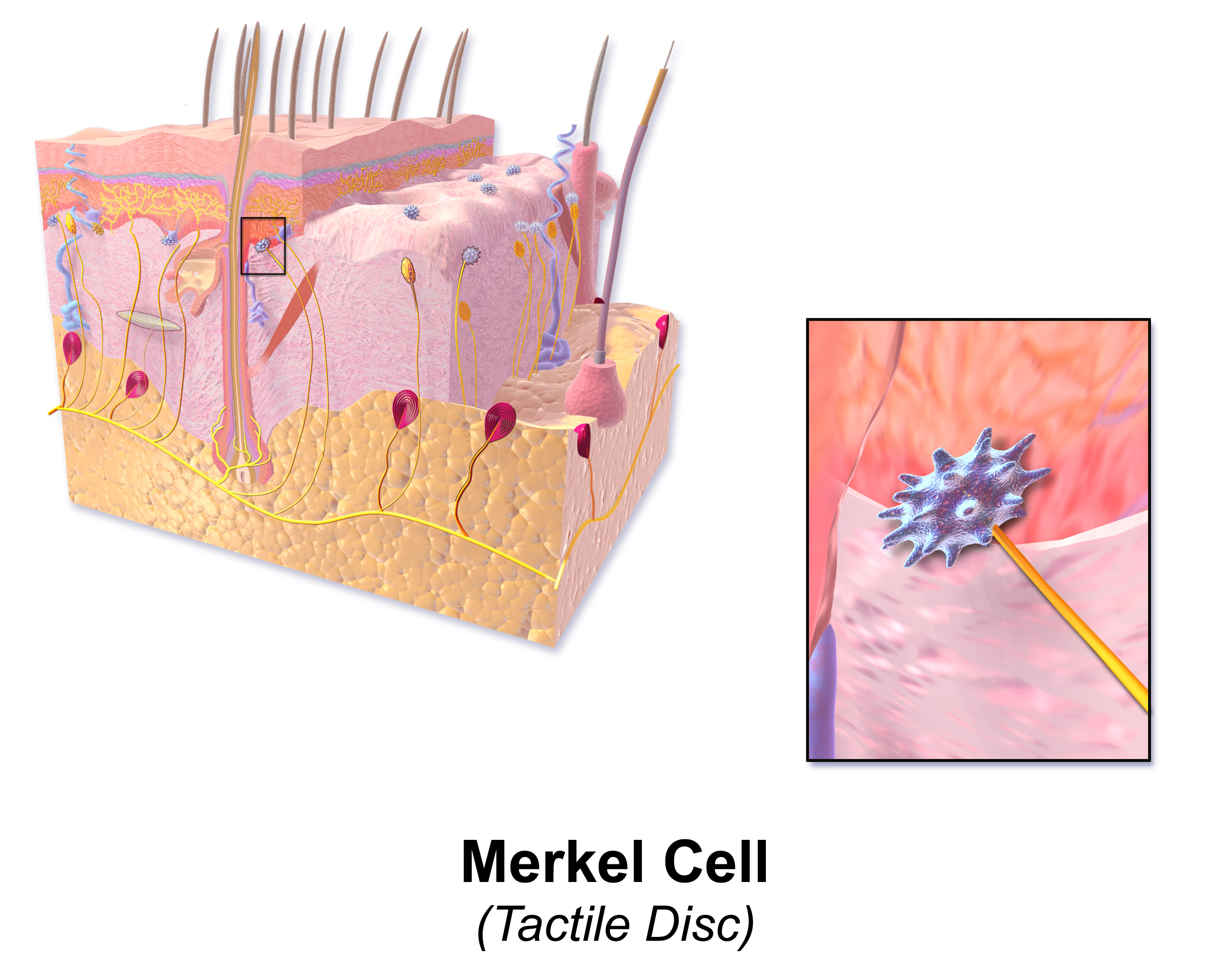
سلول‌های مرکل

سلول‌های مرکل در پوست و برخی بخش‌های بافت موکوز تمامی مهره‌داران وجود دارد. در پوست پستانداران، این‌ها سلول‌های شفافی هستند که در لایهٔ استراتوم بازال (در پایین لبه‌های مجراهای عرق) از اپی درم واقع شده‌اند و حدوداً ۱۰µm قطر دارند. این سلول‌ها همچنین در فرورفتگی‌های سطح زیرین پا که "تیغه‌های رته" نام دارند یافت می‌شوند. اکثر مواقع، این سلول‌ها در ارتباط با انتهاهای عصبی حسی است، که در این مواقع به اسم پایانه‌های عصبی مرکل شناخته می‌شوند (همچنین کمپلکس مرکل سل-نورونی نامیده می‌شوند). این سلول‌ها با فیبرهای عصبی جسمی حسی آهسته سازگارشونده (SA1)در ارتباط‌اند.

## عملکرد
فردریش زیگموند مرکل به این سلول‌ها با عنوان Tastzellen یا "سلول‌های لمس" اشاره کرد اما این عملکرد پیشنهادی بحث‌برانگیز بوده، زیرا اثبات این امر مشکل بوده. گرچه، موش‌های سرکوب ژن شده به تازگی نشان داده‌اند که سلول‌های مرکل برای کدگزاری خاصی که طی آن سلول‌های وابران جزثیات دقیق فضایی را تعیین می‌کنند،نقش اساسی دارند. سلول‌های مرکل گاهی سلول‌های APUD در نظر گرفته می‌شوند (تعریفی قدیمی تر، که به‌طور معمول تر به عنوان بخشی از سیستم نوروآندوکرین گسترده محسوب می‌شوند.)زیرا دارای گرانول‌های مرکزی فشرده‌ای هستند، و بنابراین ممکن است عمل نوروآندوکرین هم داشته باشند.

## مبداٌ شکل‌گیری
مبداٌ سلول‌های مرکل بیش از ۲۰ سال است که مورد بحث قرار گرفته. شواهد حاصل از آزمایش‌های پیوند پوست در پرندگان اشاره به این دارد که این سلول‌ها از ستیغ عصبی گرفته شده‌اند، اما آزمایش‌های در پستانداران یک منشاٌ اپیدرمال را نشان می‌دهد.